# Howley
Howley är en ort i Kanada.   Den ligger i provinsen Newfoundland och Labrador, i den östra delen av landet, 1 500 km öster om huvudstaden Ottawa. Howley ligger 95 meter över havet och antalet invånare är 241. Den ligger vid sjön Goose Steadies.
Terrängen runt Howley är platt åt nordväst, men åt sydost är den kuperad. Runt Howley är det mycket glesbefolkat, med 4 invånare per kvadratkilometer..